# Adilabad (distrito)
Adilabad é um distrito do estado indiano de Telanganá. Tem uma população de 2.488.003 habitantes, dos quais 26,53% residem em zonas urbanas (2001).
Nele está localizado o famoso templo da deusa Sarasvati (deusa da educação). Está localizado na aldeia de Basar.

## Divisões
O distrito de Adilabad está subdividido em cinco divisões:
1. Divisão de Adilabad: Adilabad, Talamadugu, Tamsi, Jainad, Bela, Boath, Bazarhathnoor, Ichoda, Gudihathnoor, Neradigonda.
2. Divisão de Utnoor: Utnoor, Indervelly, Narnoor, Jainoor, Sirpur (U), Tiryani, Keramery, Wankidi.
3. Divisão de Nirmal: Lohesra, Kuntala, Sarangapur, Nirmal, Dilawarpur, Mamda, Laxmanachanda, Kubeer, Bhainsa, Mudhole, Tanoor, Mhanapur, Kadam.
4. Divisão de Mancherial: Jannaram, Dandepally, Luxettipet, Mancherial, Mandamarry Kasipet, Chennur, Kotapally, Vemanpally,  Nennal, Jaipur, Bellampally.
5. Divisão de Asifabad: Asifabad, Rebbena, Tandur, Sirpur, Kouthala, Bejjur, Dahegaon, Bheemni, Kagaznagar.